# 圣乔治德隆格皮埃尔
圣乔治-德隆格皮埃尔（法語：Saint-Georges-de-Longuepierre，發音：[sɛ̃ ʒɔʁʒ də lɔ̃ɡpjɛʁ]）是法国滨海夏朗德省圣让当热利区曾经的一个市镇，面积10.69平方千米，2022年1月1日人口为235人。。2025年1月1日，圣乔治-德隆格皮埃尔与市镇布托讷河畔尼阿耶合并为新市镇里沃德布托讷，并成为了里沃德布托讷的委派市镇。

## 地理
圣乔治-德隆格皮埃尔（46°2'32"N, 0°23'54"W）面积10.69平方千米，位于法国新阿基坦大区滨海夏朗德省，该省份为法国西部滨海省份，北起旺代省，西临大西洋，南至吉倫特省，东南接多爾多涅省，东北接德塞夫勒省接壤，东临夏朗德省。
与圣乔治-德隆格皮埃尔接壤的市镇（或旧市镇、城区）包括：欧奈、布托讷河畔布朗宰、布托讷河畔当皮埃尔、圣皮埃尔德利勒。
圣乔治-德隆格皮埃尔的时区为UTC+01:00、UTC+02:00（夏令时）。

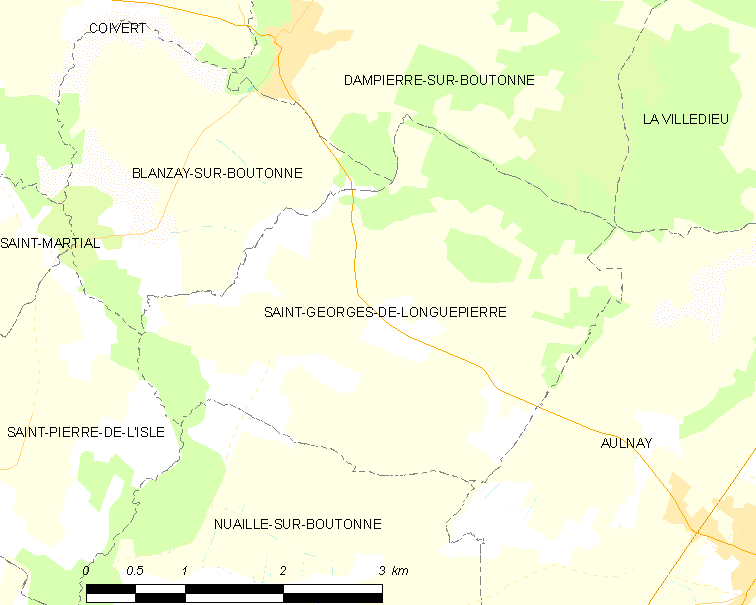
圣乔治-德隆格皮埃尔的OSM定位图

## 行政
圣乔治-德隆格皮埃尔的邮政编码为17470，INSEE市镇编码为17334。

## 政治
圣乔治-德隆格皮埃尔所属的省级选区为马塔县。

## 人口

1962-2008年间圣乔治-德隆格皮埃尔人口变化图示

圣乔治-德隆格皮埃尔于2022年1月1日时的人口数量为235人。